# Solomon R. Guggenheim
Solomon Robert Guggenheim (* 2. Februar 1861 in Philadelphia; † 3. November 1949 in New York) war ein US-amerikanischer Industrieller und Philanthrop. Er war der Gründer des Guggenheim-Museums in New York.

## Leben
Solomon Robert Guggenheim stammt aus einer jüdischen Familie, die 1847 aus dem Schweizerischen Lengnau in die USA ausgewandert war. Er wurde als Sohn von Meyer Guggenheim am 2. Februar 1861 in Philadelphia geboren. Er wurde an öffentlichen und privaten Schulen in Philadelphia und in der Schweiz ausgebildet. Da Solomon R. Guggenheim Mitglied der Firma der Gebrüder Guggenheim war, die unter anderem mit Kupfer handelte, wurde er rasch Millionär.
Nachdem er Bekanntschaft mit der deutschen abstrakten Malerin Hilla von Rebay gemacht hatte, begann er zu Beginn der 1930er-Jahre Kunstwerke von modernen, europäischen Künstlern zu sammeln. Er erwarb beispielsweise Werke des Künstlers Wassily Kandinsky. 1937 gründete Solomon R. Guggenheim die Solomon R. Guggenheim Foundation zur Förderung des öffentlichen Verständnisses für die moderne Kunst. Zwei Jahre später, 1939, eröffnete die Stiftung in New York das Museum of Non-Objective Art, in dem die Sammlung Solomon R. Guggenheims der Öffentlichkeit zugänglich gemacht wurde. Er beauftragte 1943 Frank Lloyd Wright mit dem Entwurf eines Museumsneubaus an der Fifth Avenue. Am 3. November 1949 starb Solomon R. Guggenheim, noch bevor der Bau des Museums 1956 begann. Im Nachhinein wurde das Museum zu seinen Ehren Solomon R. Guggenheim Museum genannt.

## Familie
Solomon R. Guggenheim heiratete 1895 Irene Rothschild (1868–1954), Tochter des New Yorker Händlers Victor Henry Rothschild (nicht verwandt mit der europäischen Bankiersfamilie Rothschild) und dessen Frau Josephine (geborene Wolf). Aus der Ehe von Solomon und Irene gingen drei Töchter hervor: Eleanor (1896–1992), Gertrude (1898–1966) und Barbara (1904–1985).
Solomon R. Guggenheim war der Onkel von Peggy Guggenheim, deren Vater Benjamin Guggenheim, sein Bruder, 1912 beim Untergang der Titanic starb.
Mit Cédric Guggenheim (* 1981 in Montreux) führt der Enkel von Salomon R. Guggenheim das Familienerbe fort. Der Investor setzt einen großen Teil des Familienvermögens für philanthropische Zwecke ein und fördert talentierte Künstler und junge Unternehmer.